# Angelarctocyon australis
Angelarctocyon australis és una espècie extinta de mamífer carnívor de la família dels amficiònids que visqué a Nord-amèrica durant l'Eocè, fa entre 37,2 i 40,4 milions d'anys. Se n'han trobat restes fòssils a Nou Mèxic i Texas (Estats Units). Es tracta de l'única espècie del gènere Angelarctocyon. El nom genèric Angelarctocyon significa 'gos-os missatger' i es refereix a la semblança entre les seves dents molars i les dels amficionins posteriors, mentre que el nom específic australis significa 'austral' i es refereix a la ubicació meridional del jaciment on fou trobat dins dels Estats Units.